# 多爾戈耶湖 (普柳薩區)
58°30′51″N 29°02′25″E / 58.51417°N 29.04028°E
多爾戈耶湖（俄语：Долгое），是俄羅斯的湖泊，位於該國西北部，由普斯科夫州負責管轄，處於普柳薩區，面積1.7平方公里，集水區面積16.3平方公里，平均水深6.7米，最大水深21.3米。